# Saint-Coutant-le-Grand
 Saint-Coutant-le-Grand  es una población y comuna francesa, situada en la región de Poitou-Charentes, departamento de Charente Marítimo, en el distrito de Rochefort y cantón de Tonnay-Charente.

## Demografía
| 305 | 337 | 338 | 306 | 293 | 279 |
| Para los censos de 1962 a 1999 la población legal corresponde a la población sin duplicidades (Fuente: INSEE [Consultar]) |     |     |     |     |     |